# Kanton Courbevoie-Sud
Kanton Courbevoie-Sud is een voormalig kanton van het Franse departement Hauts-de-Seine. Kanton Courbevoie-Sud maakte deel uit van het arrondissement Nanterre en telde 41.343 inwoners (1999).
Het werd opgeheven bij decreet van 24 februari 2014, met uitwerking in maart 2015.

## Gemeenten
Het kanton Courbevoie-Sud omvatte enkel een deel van de gemeente Courbevoie.